# Bahamas ai Giochi della XXVIII Olimpiade
Le Bahamas parteciparono ai Giochi della XXVIII Olimpiade, svoltisi ad Atene, Grecia, dal 13 al 29 agosto 2004, con una delegazione di 22 atleti impegnati in tre discipline.

## Medaglie
Medaglie d'oro
| Medaglia | Nome                     | Sport            | Evento                    |
| -------- | ------------------------ | ---------------- | ------------------------- |
| Oro      | Tonique Williams-Darling | Atletica leggera | 400 metri piani femminili |

Medaglie di bronzo
| Medaglia | Nome            | Sport            | Evento                    |
| -------- | --------------- | ---------------- | ------------------------- |
| Bronzo   | Debbie Ferguson | Atletica leggera | 200 metri piani femminili |

## Delegazione
| Sport            | Uomini | Donne | Totale |
| ---------------- | ------ | ----- | ------ |
| Atletica leggera | 8      | 8     | 16     |
| Nuoto            | 3      | 1     | 4      |
| Tennis           | 2      | -     | 2      |
| Totale           | 13     | 9     | 22     |

## Risultati

### Atletica leggera
| Q | Qualificato al turno successivo per la Classifica in qualificazione                                                          |
| q | Qualificato per il turno successivo per ripescaggio o, negli eventi su campo, conquistando la misura minima per qualificarsi |

Maschile
Eventi su pista e strada
| Atleta                                                                      | Evento            | Batteria  | Batteria   | Quarti di finale | Quarti di finale | Semifinale      | Semifinale      | Finale          | Finale          |
| Atleta                                                                      | Evento            | Risultato | Classifica | Risultato        | Classifica       | Risultato       | Classifica      | Risultato       | Classifica      |
| --------------------------------------------------------------------------- | ----------------- | --------- | ---------- | ---------------- | ---------------- | --------------- | --------------- | --------------- | --------------- |
| Dominic Demeritte                                                           | 200 m piani       | 20"62     | 1º Q       | 20"61            | 6º               | non qualificato | non qualificato | non qualificato | non qualificato |
| Chris Brown                                                                 | 400 m piani       | 45"09     | 1º Q       | N.D.             | N.D.             | 45"31           | 3º              | non qualificato | non qualificato |
| Chris Brown Aaron Cleare Dennis Darling* Nathaniel McKinney Andrae Williams | Staffetta 4×400 m | 3'01"74   | 3º Q       | N.D.             | N.D.             | N.D.            | N.D.            | 3'01"88         | 6º              |

* Apparso solo in batteria
Eventi sul campo
| Atleta         | Evento         | Qualificazioni | Qualificazioni | Finale          | Finale          |
| Atleta         | Evento         | Distanza       | Classifica     | Distanza        | Classifica      |
| -------------- | -------------- | -------------- | -------------- | --------------- | --------------- |
| Osbourne Moxey | Salto in lungo | 7,81           | 21º            | non qualificato | non qualificato |
| Leevan Sands   | Salto triplo   | 16,35          | 27º            | non qualificato | non qualificato |

Femminile
Eventi su pista e strada
| Atleta                                                        | Evento            | Batteria  | Batteria   | Quarti di finale | Quarti di finale | Semifinale      | Semifinale      | Finale          | Finale          |
| Atleta                                                        | Evento            | Risultato | Classifica | Risultato        | Classifica       | Risultato       | Classifica      | Risultato       | Classifica      |
| ------------------------------------------------------------- | ----------------- | --------- | ---------- | ---------------- | ---------------- | --------------- | --------------- | --------------- | --------------- |
| Chandra Sturrup                                               | 100 m piani       | 11"37     | 3ª Q       | 11"46            | 7ª Q             | non qualificata | non qualificata | non qualificata | non qualificata |
| Debbie Ferguson                                               | 100 m piani       | 11"30     | 3ª Q       | 11"16            | 3ª Q             | 11"04           | 4ª Q            | 11"16           | 7ª              |
| Debbie Ferguson                                               | 200 m piani       | 22"57     | 1ª Q       | 22"53            | 2ª Q             | 22"49           | 4ª Q            | 22"30           | Bronzo          |
| Christine Amertil                                             | 400 m piani       | 50"23     | 2ª Q       | N.D.             | N.D.             | 50"17           | 2ª Q            | 50"37           | 7ª              |
| Tonique Williams-Darling                                      | 400 m piani       | 51"20     | 1ª Q       | N.D.             | N.D.             | 50"00           | 1ª Q            | 49"42           | Oro             |
| Shandria Brown Tamicka Clarke Debbie Ferguson Chandra Sturrup | Staffetta 4×100 m | 43"02     | 2ª Q       | N.D.             | N.D.             | N.D.            | N.D.            | 42"69           | 4ª              |

Eventi sul campo
| Atleta         | Evento                 | Qualificazioni | Qualificazioni | Finale          | Finale          |
| Atleta         | Evento                 | Distanza       | Classifica     | Distanza        | Classifica      |
| -------------- | ---------------------- | -------------- | -------------- | --------------- | --------------- |
| Jackie Edwards | Salto in lungo         | 6,53           | =14ª           | non qualificata | non qualificata |
| Laverne Eve    | Lancio del giavellotto | 62,11          | 6ª Q           | 62,77           | 6ª              |

### Nuoto
Maschile
| Atleta           | Evento         | Batteria  | Batteria   | Semifinale      | Semifinale      | Finale          | Finale          |
| Atleta           | Evento         | Risultato | Classifica | Risultato       | Classifica      | Risultato       | Classifica      |
| ---------------- | -------------- | --------- | ---------- | --------------- | --------------- | --------------- | --------------- |
| Chris Vythoulkas | 100 m dorso    | 58"31     | 38º        | non qualificato | non qualificato | non qualificato | non qualificato |
| Nicholas Rees    | 100 m farfalla | 56"39     | 50º        | non qualificato | non qualificato | non qualificato | non qualificato |
| Jeremy Knowles   | 200 m farfalla | 1'59"32   | 20º        | non qualificato | non qualificato | non qualificato | non qualificato |
| Jeremy Knowles   | 200 m misti    | 2'04"22   | 30º        | non qualificato | non qualificato | non qualificato | non qualificato |
| Jeremy Knowles   | 400 m misti    | 4'23"29   | 21º        | N.D.            | N.D.            | non qualificato | non qualificato |

Femminile
| Atleta        | Evento            | Batteria  | Batteria   | Semifinale      | Semifinale      | Finale          | Finale          |
| Atleta        | Evento            | Risultato | Classifica | Risultato       | Classifica      | Risultato       | Classifica      |
| ------------- | ----------------- | --------- | ---------- | --------------- | --------------- | --------------- | --------------- |
| Nikia Deveaux | 50 m stile libero | 27"36     | 45ª        | non qualificata | non qualificata | non qualificata | non qualificata |

### Tennis
Maschile
| Atleta                     | Evento | Sedicesimi di finale                | Ottavi di finale    | Quarti di finale    | Semifinali          | Finale / FB         | Finale / FB     |
| Atleta                     | Evento | Avversari Punteggio                 | Avversari Punteggio | Avversari Punteggio | Avversari Punteggio | Avversari Punteggio | Classifica      |
| -------------------------- | ------ | ----------------------------------- | ------------------- | ------------------- | ------------------- | ------------------- | --------------- |
| Mark Knowles Mark Merklein | Doppio | González / Massú (CHI) P (5–7, 4–6) | non qualificati     | non qualificati     | non qualificati     | non qualificati     | non qualificati |